# Mel Powell

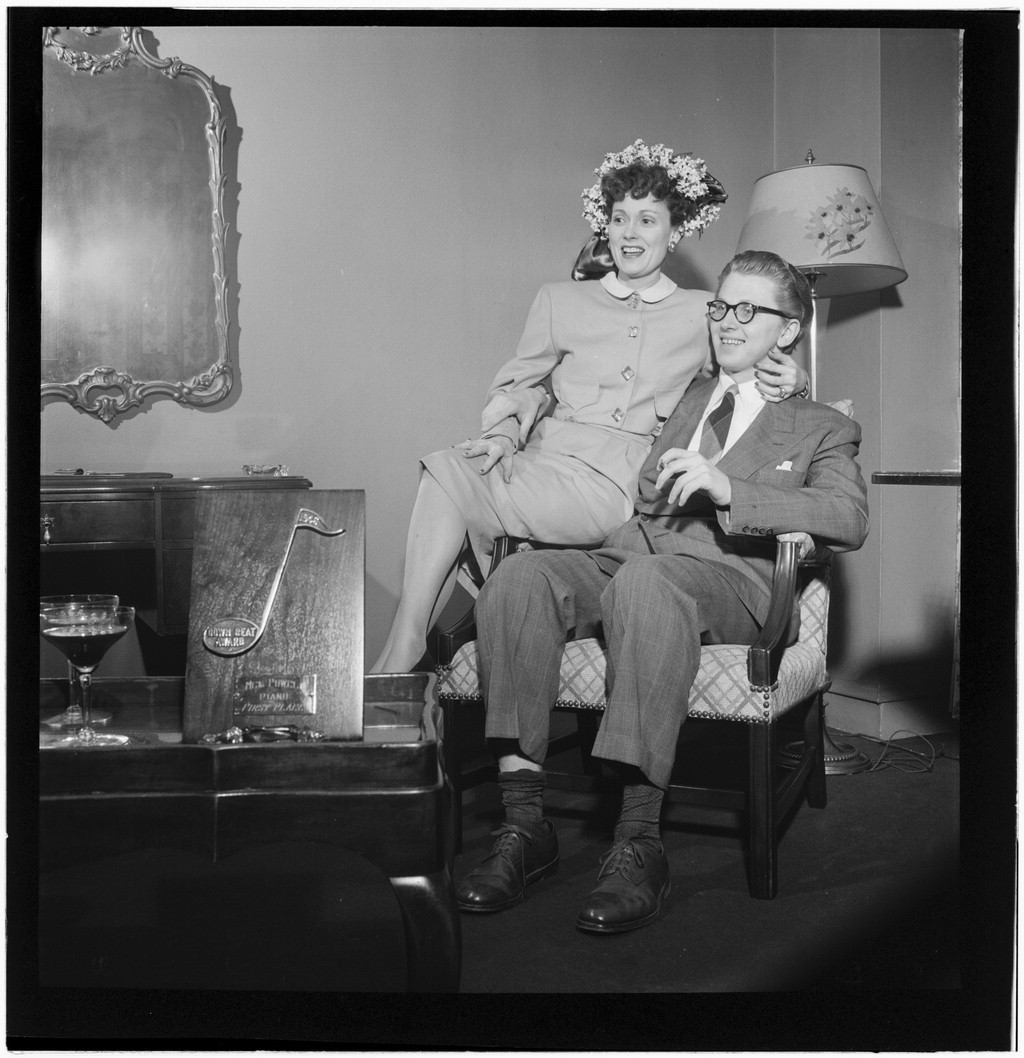
Mel Powell und Ehefrau Martha Scott (1947)

Mel Powell, eigentlich Melvin Epstein, (* 12. Februar 1923 in der Bronx, New York City; † 24. April 1998 in Sherman Oaks, Kalifornien) war ein US-amerikanischer Jazz-Pianist und klassischer Komponist.

Mel Powell & Orchestra - When did you leave heaven

Powell begann schon als Teenager in New York Jazz zu spielen. 1941 bis 1942 spielte er, arrangierte und komponierte für Benny Goodman. Ab Februar 1942 nahm er für das kleine Plattenlabel Commodore Records drei Singles auf, darunter als erste When Did You Leave Heaven? / Blue Skies. 1943–45 war er in der Army Air Forces Band von Glenn Miller, wobei er zu Kriegsende auch mit Django Reinhardt in Paris Aufnahmen machte (Glenn Miller’s All Stars Featuring Django Reinhardt). Nach dem Krieg war er kurz wieder bei Goodman, arbeitete dann aber in Hollywood. Im Januar 1946 spielte er an der Seite von Dizzy Gillespie, Charlie Parker und Lester Young bei einem der ersten Jazz at the Philharmonic Konzerten. In dem Film „A Star is born“ spielte er 1948 sich selbst als Goodmans Pianisten. 1948 bis 1952 studierte er klassische Komposition bei Paul Hindemith in Yale. In Yale war er von 1958 bis 1969 Mitglied der Fakultät für Komposition, gründete das „Yale Electronic Music Studio“ und war Mitgründer und Herausgeber der „Perspectives of New Music“. 1969 war er Gründungsdirektor des „California Institute of the Arts“ in Valencia (Kalifornien), wo er bis 1978 Dekan (Dean) war und danach Professor für Komposition. 1990 erhielt er für sein Konzert für zwei Klaviere und Orchester „Duplicates“ den Pulitzer-Preis für Musik. 1987 spielte er wieder Jazz-Musik mit Benny Carter, Howard Alden, Milt Hinton und Louie Bellson auf der „SS Norway“ (herausgekommen als CD auf Chiascuro Records).
1998 wurde er in die American Academy of Arts and Letters gewählt.
Von 1946 bis zu seinem Tod war er mit der Schauspielerin Martha Scott verheiratet.

## Diskographische Hinweise
- Bird and Pres – The ’46 Concerts Jazz at the Philharmonic (Verve, 1946)
- Classics in Swing / All Star Groups (Commodore, 1942) mit Lou McGarity, Benny Goodman
- Borderline/Thigamagig (Vanguard, 1954) mit Ruby Braff, Paul Quinichette, Bobby Donaldson
- Easy Swing (Vanguard, 1954) mit Jimmy Buffington, Mundell Lowe